# Uramya townsendi
Uramya townsendi är en tvåvingeart som beskrevs av Guimaraes 1980. Uramya townsendi ingår i släktet Uramya och familjen parasitflugor. Inga underarter finns listade i Catalogue of Life.